# Gongchanzhuyi Shuiku
Gongchanzhuyi Shuiku är en reservoar i Kina. Den ligger i provinsen Jiangxi, i den sydöstra delen av landet, omkring 160 kilometer öster om provinshuvudstaden Nanchang. Gongchanzhuyi Shuiku ligger 66 meter över havet. Arean är 7,3 kvadratkilometer. I omgivningarna runt Gongchanzhuyi Shuiku växer i huvudsak blandskog. Den sträcker sig 8,8 kilometer i nord-sydlig riktning, och 6,2 kilometer i öst-västlig riktning.
Genomsnittlig årsnederbörd är 2 597 millimeter. Den regnigaste månaden är juni, med i genomsnitt 468 mm nederbörd, och den torraste är oktober, med 52 mm nederbörd.